# Podróże z moją ciotką (film)
Podróże z moją ciotką (ang. Travels with My Aunt, 1972) – amerykański komediodramat przygodowy w reżyserii George’a Cukora, na podstawie powieści autorstwa Grahama Greene’a wydanej pod tym samym tytułem w 1969 roku.

## Opis fabuły
Emerytowany pracownik banku, Henry Pulling, jest stateczny i spokojny, do czasu gdy umiera jego matka. Podczas pogrzebu pojawia się Augusta Bertram, ekscentryczna kobieta, podająca się za ciotkę Henry’ego. Starsza ciotka bez skrępowania przyznaje się do tego, że żyje pod jednym dachem z ciemnoskórym Zacharym Wordsworthem, w dodatku bez ślubu. Niespodziewanie Augusta wciąga Henry’ego w swoje barwne życie, m.in. proponując mu wyjazd do Stambułu, aby wykupić z rąk porywaczy dawnego kochanka Ercole'a Viscontiego. Porywacze żądają 100 000 dolarów.

## Obsada
- Maggie Smith jako Augusta Bertram
- Alec McCowen jako Henry Pulling
- Louis Gossett Jr. jako Zachary Wordsworth
- Robert Stephens jako Ercole Visconti
- Cindy Williams jako Tooley
- Robert Flemyng jako Crowder
- José Luis López Vázquez jako Achille Dambreuse
- Valerie White jako Mme Dambreuse

i inni

## Nagrody i nominacje
- Oscar:
  - najlepsze kostiumy − Anthony Powell
  - nominacja: najlepsza aktorka pierwszoplanowa − Maggie Smith
  - nominacja: najlepsze zdjęcia − Douglas Slocombe
  - nominacja: najlepsza scenografia − John Box, Gil Parrondo i Robert W. Laing
- Złoty Glob:
  - nominacja: najlepszy film komediowy lub musical
  - nominacja: najlepsza aktorka w filmie komediowym lub musicalu − Maggie Smith
  - nominacja: najlepszy aktor drugoplanowy − Alec McCowen
- BAFTA:
  - nominacja: najlepsze zdjęcia − Douglas Slocombe